# Costanza (miniserie televisiva)
Costanza è una miniserie televisiva italiana del 1998 diretto da Gianluigi Calderone. Viene replicata su Rai Premium nell'estate del 2016.

## Trama
La vita serena di Costanza cambia improvvisamente quando il marito Giorgio viene colto da un malore, e la donna non si lascia abbattere ma si trova a dover gestire difficoltà di vario tipo tra cui lavoro e figli.